# Saint-Loup-du-Dorat
Saint-Loup-du-Dorat é uma comuna francesa na região administrativa da Pays de la Loire, no departamento de Mayenne. Estende-se por uma área de 8,29 km². Em 2010 a comuna tinha 354 habitantes (densidade: 42,7 hab./km²).